# Rudolf Schindler (Mediziner)
Rudolf Schindler (* 10. Mai 1888 in Berlin; † 6. September 1968 in München) war ein deutscher Gastroenterologe. Er gilt als Vater der von ihm 1923 bekanntgemachten und unter anderem zur Diagnose von Veränderungen der Magenschleimhaut verwendbaren Gastroskopie.

## Leben
Rudolf Schindler wurde 1888 in Berlin als Sohn eines jüdischen Bankiers geboren, seine nichtjüdische Mutter war künstlerisch begabt. Nach einem Medizinstudium in Berlin und Freiburg (Promotion 1912) nahm Schindler ab 1914 am Ersten Weltkrieg teil. Während des Krieges erkrankte er an einer schweren Dysenterie. Seine Ausbildung zum Internisten absolvierte er in der II. Medizinischen Klinik am Städtischen Krankenhaus München-Schwabing bei Otto Neubauer. 1924 ließ er sich in München mit einer eigenen Praxis mit Schwerpunkt Endoskopie nieder.
Frühzeitig beschäftigte sich Schindler mit der Gastroskopie und gab 1923 den ersten Gastroskopie-Atlas mit eindrücklichen (aquarellierten) Illustrationen der Befunde (vor allem entzündliche Veränderungen der Magenschleimhaut) heraus, der seinen internationalen Ruf begründete. Zusammen mit dem Berliner Konstrukteur Georg Wolf entwickelte er von 1928 bis 1932 das erste flexible Gastroskop, das er und Norbert Henning 1932 einführten. In der Presse wurde das Gerät 1933 so beschrieben:

„Dr. R. Schindler, Magenarzt in München, erfand den biegsamen Magenspiegel. Das Mageninnere wird durch ein Glühlämpchen beleuchtet und durch zahlreiche Linsen im Schlauch zum Auge des Arztes geleitet. An der Lösung dieses Problems haben zwei Ärztegenerationen seit 64 Jahren gearbeitet.“

Das Gerät entwickelte sich im nächsten Vierteljahrhundert, bei nur unwesentlichen Veränderungen, zum Standard in der Magendiagnostik.
Vom 31. Januar bis 6. April 1934 war Schindler nach einer Denunziation, konstruierten Vorwürfen und einer angeblichen kritischen Äußerung gegenüber der NSDAP im Münchner Zentralgefängnis inhaftiert. Im Sommer 1934 emigrierte er mit seiner Familie nach Chicago. Am 26. April 1939 entzog das Deutsche Reich ihm und seiner Familie die deutsche Staatsbürgerschaft. 1940 wurde Schindler amerikanischer Staatsbürger. Schindler wurde zu einer der führenden Persönlichkeiten der amerikanischen Gastroenterologie. Er gründete 1941 den American Gastroscopic Club, aus dem 1946 die American Gastrocopic Society und 1961 die Amerikanischen Gesellschaft für Gastrointestinale Endoskopie (ASGE) hervorging. Diese vergibt als höchste Auszeichnung den Rudolf Schindler Award an herausragende Endoskopiker.
Als seine ersten Frau Gabriele 1964 starb, heiratete Schindler seine ehemalige Geliebte aus der Münchener Zeit, mit der er die beiden Kinder Marianne Koch und deren Bruder Rudolf hatte. 1965 kehrte er mit seiner zweiten Frau nach Deutschland zurück und lebte in Grünwald (Ludwig-Thoma-Platz 1).